# Operação das Nações Unidas no Burundi
Operação das Nações Unidas no Burundi (em inglês:  United Nations Operation in Burundi, ONUB) foi criada pelo Conselho de Segurança das Nações Unidas em maio de 2004 para assegurar a continuação do Acordo de Paz e Reconciliação de Arusha, assinado em 28 de agosto de 2000. 
Além disso, pelos termos da Resolução 1545, que estabeleceu a missão, foi autorizada a usar "todos os meios necessários" para garantir o respeito dos acordos de cessar-fogo, realizar o desarmamento e proteger civis sob ameaça iminente de violência física. 
Inicialmente, a ONUB consistiu de 5.650 militares, 120 policiais civis e pessoal de apoio sob a forma de 200 observadores militares e 125 oficiais da equipe militar.
A missão terminou em 1 de janeiro de 2007, quando muitas de suas funções foram transferidas para o Gabinete Integrado das Nações Unidas no Burundi (BINUB).